# Історія праці
Історія праці, робітнича історія, історія робітництва — це субдисципліна соціальної історії, яка досліджує робітництво та робітничий рух. Спеціалісти цієї субдисципліни займаються питаннями впливу різних факторів на робітництво (етнічна, статева, расова складові), але зосереджуються на міському індустріальному суспільстві.
Ключовими проблемами, які досліджують історики праці є виробничі відносини, форми робітничого протесту (страйки, локаути), та соціальна та культурна історія промислових робітничих класів.

## Основні етапи
Історія праці розвивалася на фоні зростання політичного руху робітничого класу в багатьох західних країнах з другої половини ХІХ століття.
Спочатку основними темами дослідників були луддизм і чартизм, а основний фокус зміщений на інституції (союзи та політичні партії). Представниками цього інституційного підходу були Сідні та Беатріс Вебб. У роботах Вебба робітничий рух зображувався як такий, що може і має здійснювати соціальні зміни, а його розвиток зображувався як процес постійного прогресу.
Як зазначили двоє сучасних істориків праці, ранні дослідження були «покликані служити і прославляти лейбористський рух».

## Вплив марксизму
У 1950-1970-х роках історія праці була переосмислена. Дослідниками, що зробили значний внесок у її розвиток стали Едвард Томпсон та Ерік Гобсбаум. Мотивація до цих досліджень пояснювалася поточною політикою, що повадилася у Великобританії та Сполучених Штатах. Історик Кеннет О. Морган так пояснює цю динаміку:
Жорстокість аргументів більше завдячувала нинішній політиці, невдоволенню профспілок [у 1979 році] та зростанню лівих войовничих тенденцій у світі академічної історії, а також у Лейбористській партії. Нова історія часто була сильно марксистською, що живилося через роботи блискучих євангелістів, таких як Рафаель Самуель, у New Left Review, відомому журналі, як-от <i id="mwMA">Past and Present</i>, Товаристві трудової історії та роботі великої кількості молодих вчених, залучених в полі. Ненауковці, такі як Тоні Бенн, приєдналися. Новий вплив марксизму на дослідження праці вплинув на вивчення історії в цілому.
Морган бачить переваги:
З усякого погляду це було дуже корисно: воно заохочувало вивчення динаміки соціальної історії, а не вузького формального інституційного погляду на працю та історію Лейбористської партії; він намагався помістити досвід трудящих у ширший технічний та ідеологічний контекст; це заохочувало більш авантюрний діапазон джерел, так звану «історію знизу», і врятувало їх від того, що Томпсон пам'ятно назвав «поблажливістю нащадків»; це поставило ідею класу в центр уваги в трактуванні історії робітничого класу, де я завжди вважав, що вона належала; вона пролила нове світло на бідних і знедолених, для яких вихідні матеріали були набагато уривчастішими, ніж для буржуазії, і оригінально використала популярні свідчення, такі як усна історія, які раніше не дуже використовувалися.
Морган також розповідає про недоліки:
Але марксистський — або іноді троцькістський — акцент у лейбористських дослідженнях надто часто був доктринерським і нетерпимим до немарксистського інакомислення — він також надто часто був просто хибним, спотворюючи докази у вузькій доктринерській рамці. Я вважав своїм обов'язком допомогти його врятувати. Але це не завжди було весело. Я пригадую виступ на історичній зустрічі в Кардіффі… коли єдиний раз у своєму житті я зазнав безсистемної серії нападок дуже особистого характеру, граючи на людину, а не на м'яч, зосереджуючись на моєму акценті, своїй сутності в Оксфорді та нібито реакційні тенденції моїх колег-емпіриків.
Томпсон і Гобсбаум були марксистами, які критично ставилися до наявного робітничого руху в Британії. Вони прагнули підійти до історії «знизу» та дослідити роль і діяльність трудящих на робочому місці, у протестних рухах та в соціальній та культурній діяльності. Фундаментальне дослідження Томпсона «Створення англійського робітничого класу» мало великий вплив на встановлення нового порядку денного для істориків праці та визначення важливості вивчення праці для соціальної історії загалом.
З 1950-х і 1960-х років починають досліджувати інші групи робітників: жінки, темношкірі та не кавказькі етнічні групи. Деякі історики помістили свої дослідження статі та раси в класовий аналіз. Прикладом є роботи Сиріла Джеймса, марксиста, який писав про боротьбу чорношкірих під час Гаїтянської революції.
Були підняті питання домінантної ролі класу як соціальної категорії й почали звертати більшу вагу на расові, статеві та інші категорії як фактори розколу всередині робітничого класу.
Історія праці фокусується на:
- інституційній історії робітничих організацій;
- «історії знизу», історії робітників істориків-марксистів.

Попри вплив марксистів, багато істориків праці відкидали революційний підтекст, прихований у роботах Томпсона, Гобсбаума та ін. У 1980-х роках почалися дискусії щодо важливості самого класу як історичного соціального зв'язку. Частина істориків праці почали застосовувати постмодерністський підхід, наголошуючи на важливості мови та ставлячи під сумнів, чи можна вважати класи такими, якби вони не використовували «мову класу».
Інша група істориків наголошувала на слабкості та поміркованості історичного робітничого руху, стверджуючи, що соціальний розвиток характеризувався більше пристосуванням, прийняттям соціального порядку та міжкласовою співпрацею, ніж конфліктами та різкими змінами.

## США
Історія праці в Сполучених Штатах досліджується на історичних факультетах, іноді з представництвом у профспілкових організаціях. Головними темами є інституційна історія профспілок та соціальна історія працівників. В останні роки особлива увага приділяється маргінальним групам: темношкірим, жінкам, латиноамериканцям та азійцям.
1971 року була створена Дослідницька група з міжнародної праці та історії робітничого класу, що налічує 1000 членів.
Також працює H-LABOR — щоденна дискусійна група на основі електронної пошти, створена в 1993 році, яка охоплює понад тисячу вчених і студентів.
1988 року була створена Асоціація праці та історії робітничого класу, що публікує часопис «Праця: дослідження історії робітничого класу Америки».
Видатні вчені:
- Джон Р. Коммонса (1862—1945)[9];
- Девід Броуді (1930)[10];
- Мелвін Дубофскі[11];
- Девід Монтгомері (1927—2011)[12];
- Джозеф А. МакКартін (1959).[13]

## Велика Британія
Кірк (2010) досліджує історіографію праці в Британії з моменту створення Товариства вивчення історії праці в 1960 році. Він рекомендує ширшу та критичну взаємодію з видами порівняльних, транснаціональних та глобальних проблем, які стають все більш популярними серед істориків праці в інших країнах, і закликає до відновлення громадського та політичного інтересу до цих тем. Водночас Навіцкас (2011) розглядає останні наукові дослідження, включаючи історію колективних дій, навколишнє середовище та екологію людини, а також гендерні проблеми, зосереджуючись на роботах Джеймса Епштейна, Малкольма Чейза та Пітера Джонса.
Поза межами марксистської орбіти соціальні історики також приділяли багато уваги трудовій історії.
Аддісон зазначає, що в Британії до 1990-х років увага до робітничої історії різко зменшилася, тому що:
Більше не було особливого інтересу до історії «білого чоловічого робітничого класу». Натомість «культурний поворот» спонукав істориків досліджувати вплив статі, раси, громадянства та національної ідентичності.

## Додатково
- Аллен Джоан, Алан Кемпбелл, Ерік Гобсбаум і Джон Макілрой. Історії праці: національні та міжнародні перспективи (2010)
- Арнесен Ерік Енциклопедія праці та історії робітничого класу США (3 том 2006)
- Кірк Невілл. «Виклик, криза та оновлення? Themes in the Labor History of Britain, 1960—2010», Labor History Review, серпень 2010 р., том 75, випуск 2, стор. 162—180
- Лінден, Марсель ван дер. Транснаціональна історія праці: дослідження (2003)
- Макілрой, Джон. «Аса Бріггс і поява трудової історії в післявоєнній Британії». Огляд трудової історії 77.2 (2012): 211—242.
- Мейпс, Кетлін і Ренді Сторч. «Створення та перетворення історика праці: інтерв'ю з Джеймсом Р. Барреттом».Праця: Дослідження історії робітничого класу Америки. 13.2 (2016): 63–79.
- Навіцкас, Катріна. «Що сталося з класом? Нові історії праці та колективних дій у Британії», « Соціальна історія», травень 2011, том 36, випуск 2, стор. 192—204
- Прайс, Річард. «Історії праці та історія праці», Огляд історії праці, грудень 2010 р., том. 75 Випуск 3, стор. 263—270, про Великобританію
- Роберт, Жан-Луї, Антуан Прост і Кріс Ріглі, ред. Поява європейського тред-юніонізму (2004)
- Херма ван Восс, Лекс і Марсель ван дер Лінден, ред. Класова та інша ідентичність: стать, релігія та етнічна приналежність у написанні європейської трудової історії (Berghahn Books, 2002)
- Walkowitz, Daniel J., and Donna T. Haverty-Stacke, eds. Переосмислення трудової історії США: есе про досвід робітничого класу, 1756—2009 (2010)